# Шведська королівська академія інженерних наук
Шведська королівська академія інженерних наук (швед. Kungliga Ingenjörsvetenskapsakademien, IVA) — одна з королівських академій Швеції, заснована 24 жовтня 1919 року королем Густавом V.
Академія є незалежною організацією, яка сприяє співробітництву між бізнесовими структурами, дослідницькими та урядовими організаціями, у Швеції та на міжнародному рівні. Це перша у світі академія інженерних наук.

## Структура
Академія об'єднує 12 відділень наук:
- Машинобудування
- Електротехніка
- Будівельна інженерія
- Хімічна інженерія
- Гірнича справа та матеріалознавство
- Менеджмент
- Основні та міждисциплінарні інженерні науки
- Лісова технологія
- Економіка
- Біотехнологія
- Політика в галузі освіти та досліджень
- Інформаційні технології

## Нагороди Академії
- Велика золота медаль (з 1924 р.)
- Золота медаль (з 1921 р.)
- Медаль Брінелля (Brinellmedaljen з 1936 р. названа на честь Юхана Августа Брінелля
- Золотий почесний знак (з 1951 р.)
- Почесна грамота (з 1919 р.)
- Медаль Акселя Ф. Енстрома (названа на честь шведського інженера, першого президента Академії Акселя Енстрома (Axel Fredrik Enström), 1959—1981 рр.).

## Президенти
Президенти IVA з моменту заснування у 1919 році:
- 1919-1940: Axel Fredrik Enström[en]
- 1941-1959: Edy Velander[sv]
- 1960-1970: Sven Brohult[sv]
- 1971-1982: Gunnar Hambraeus[sv]
- 1982-1994: Hans G. Forsberg[sv]
- 1995-2000: Kurt Östlund
- 1999-2001: (тимчасово) Enrico Deiaco
- 2001-2008: Lena Treschow Torell[sv]
- 2008-2017: Björn O. Nilsson[sv]
- 2017: Tuula Teeri[en]